# Off-beat
Off-beat er de rytmiske accenter mellem de fire taktslag.
At spille off-beat indikerer at man ikke spiller hvor trykket er kraftigst. Dette kan have flere betydninger, fx at spille på "og'erne" eller at spille på 2 og 4 i en fire-delt taktart.
Off-beat er kraftigt benyttet i fx reggae, hvor det er fremhævelsen af off-beatsene der får os til at høre: det er reggae.
| Musik | Spire Denne musikartikel er en spire som bør udbygges. Du er velkommen til at hjælpe Wikipedia ved at udvide den. |